# هوبير بلكينغتون
هوبير بلكينغتون (23 أكتوبر 1879 - 17 يونيو 1942) (بالإنجليزية: Hubert Pilkington)‏ هو لاعب كريكت بريطاني (وحمل سابقاً جنسية المملكة المتحدة لبريطانيا العظمى وأيرلندا).